# José Valle Mas
José Valle Mas (Oliete, 13 novembre 1918 – Barcellona, 31 dicembre 2005) è stato un calciatore spagnolo, di ruolo Attaccante.

## Palmarès

### Competizioni nazionali
- Campionato spagnolo: 2

Barcellona: 1944-1945, 1947-1948
- Coppa di Spagna: 1

Barcellona: 1942
- Coppa Eva Duarte: 1

Barcellona: 1947-1948